# De l'équitation
De l'équitation (Περὶ ἱππικῆς) est un traité technique de Xénophon sur l'acquisition, le dressage et l'entretien d'un cheval.
Ce traité d'équitation est inspiré de l'expérience militaire et de propriétaire terrien de Xénophon et est le premier ouvrage au monde à traiter du sujet.

## L'œuvre

### Chapitre I
Moyen de reconnaître les qualités d'un cheval.

### Chapitre II
Du dressage des poulains.

### Chapitre III
De l'achat d'un cheval dressé.

### Chapitre IV
De l'écurie.

### Chapitre V
Des devoirs du palefrenier…

### Chapitre VI
Manière d'approcher, de conduire, de brider un cheval.

### Chapitre VII
Manière de monter…

### Chapitre VIII
Préceptes relatifs à la manière de sauter, galoper, etc.…

### Chapitre IX
Manière de traiter les différents chevaux…

### Chapitre X
Manière de faire briller un cheval…

### Chapitre XI
Le cheval de parade.

### Chapitre XII
Des armures[Quoi ?]… du javelot

## Diffusion
Le texte en grec du traité fut imprimé à Florence dès 1516 par Filippo Giunta. Evangelista Ortense, intendant du duc de Mantoue, fut le premier à le traduire en italien. Cet ouvrage fut publié sous le titre Il modo di cavalcare à Venise en 1580 par d'éditeur Francesco Ziletti et est dédié à Vincent Ier de Mantoue.